# نصف‌النهار ۱۳۱ درجه غربی
نصف‌النهار ۱۳۱ درجه غربی ۱۳۱مین نصف‌النهار غربی از گرینویچ است که از لحاظ زمانی 8ساعت و 44دقیقه با گرینویچ اختلاف زمانی دارد.
این نصف‌النهار از قطب شمال شروع و از مناطق زیر گذشته و به قطب جنوب ختم می‌شود.
- کانادا
- اقیانوس آرام